# Commonwealth Games 2010/Tischtennis
Bei den Commonwealth Games 2010 in Neu-Delhi fanden im Tischtennis acht Wettbewerbe statt. Austragungsort war der Yamuna Sports Complex.

## Männer

### Einzel
| Platz | Land | Sportler      |
| ----- | ---- | ------------- |
| 1     | SIN  | Yang Zi       |
| 2     | SIN  | Gao Ning      |
| 3     | IND  | Sharath Kamal |

Finale:
14. Oktober 2010, 14:30 Uhr

### Doppel
| Platz | Land | Sportler                       |
| ----- | ---- | ------------------------------ |
| 1     | IND  | Sharath Kamal Subhajit Saha    |
| 2     | SIN  | Gao Ning Yang Zi               |
| 3     | ENG  | Andrew Baggaley Liam Pitchford |

Finale:
13. Oktober 2010, 17:30 Uhr

### Team
| Platz | Land | Sportler                                                                                    |
| ----- | ---- | ------------------------------------------------------------------------------------------- |
| 1     | SIN  | Yang Zi Liang Ma Ning Gao                                                                   |
| 2     | ENG  | Liam Pitchford Paul Drinkhall Andrew Baggaley                                               |
| 3     | IND  | Sharath Kamal Amalraj Anthony Arputharaj Abiishek Ravichandran Soumyadeep Roy Subhajit Saha |

Datum:
9. Oktober 2010, 16:00 Uhr

## Frauen

### Einzel
| Platz | Land | Sportlerin   |
| ----- | ---- | ------------ |
| 1     | SIN  | Feng Tianwei |
| 2     | SIN  | Yu Mengyu    |
| 3     | SIN  | Wang Yuegu   |

Finale:
13. Oktober 2010, 19:30 Uhr

### Einzel Behindertensportlerinnen
| Platz | Land | Sportlerin            |
| ----- | ---- | --------------------- |
| 1     | NGR  | Kate Nwaka Oputa      |
| 2     | AUS  | Catherine Morrow      |
| 3     | NGR  | Faith Chinenye Obiora |

Finale:
13. Oktober 2010

### Doppel
| Platz | Land | Sportlerinnen            |
| ----- | ---- | ------------------------ |
| 1     | SIN  | Li Jia Wei Sun Beibei    |
| 2     | SIN  | Feng Tianwei Wang Yuegu  |
| 3     | IND  | Mouma Das Poulomi Ghatak |

Finale:
14. Oktober 2010

### Team
| Platz | Land | Sportlerinnen                                                                  |
| ----- | ---- | ------------------------------------------------------------------------------ |
| 1     | SIN  | Feng Tianwei Li Jia Wei Sun Beibei Wang Yuegu Yu Mengyu                        |
| 2     | IND  | Mouma Das Poulomi Ghatak Shamini Kumaresan Prabhu Mamta Madhurika Suhas Patkar |
| 3     | MAS  | Lee Wei Beh Soo Jiin Chiu Xiao Jun Fan Sock Khim Ng                            |

Datum:
8. Oktober 2010, 16:00 Uhr

## Mixed

### Doppel
| Platz | Land | Sportler                     |
| ----- | ---- | ---------------------------- |
| 1     | SIN  | Wang Yuegu Yang Zi           |
| 2     | SIN  | Feng Tianwei Gao Ning        |
| 3     | ENG  | Joanna Parker Paul Drinkhall |

Finale:
12. Oktober 2010

## Medaillenspiegel
| Platz | Land       | Gold | Silber | Bronze | Gesamt |
| ----- | ---------- | ---- | ------ | ------ | ------ |
| 1     | Singapur   | 6    | 5      | 1      | 12     |
| 2     | Indien     | 1    | 1      | 3      | 5      |
| 3     | Nigeria    | 1    | -      | 1      | 2      |
| 4     | England    | -    | 1      | 2      | 3      |
| 5     | Australien | -    | 1      | -      | 1      |
| 6     | Malaysia   | -    | -      | 1      | 1      |